# Айсино
Айсино — опустевшая деревня в составе  Пурдошанского сельского поселения Темниковского района Республики Мордовия.

## География
Находится на расстоянии примерно 20 километров на восток-юго-восток от районного центра города Темников.

## История
Упоминается с 1678 года, когда в ней было 8 дворов. В 1869 году она была учтена как казенная (татарская часть) и владельческая (русская часть) деревня Краснослободского уезда из 35 дворов.

## Население
Постоянное население составляло 7 человек (русские 100%) в 2002 году, 0 в 2010 году .